# 巴姆 (佛羅里達州)
巴姆（英語：Balm）是位於美國佛羅里達州希爾斯波羅縣的一個人口普查指定地區。

## 地理
巴姆的座標為27°45′34″N 82°15′40″W / 27.75944°N 82.26111°W，而該地最高點為海拔高度40米（即131英尺）。

## 人口
根據2010年美國人口普查的數據，巴姆的面積為26.30平方千米，當中陸地面積為26.00平方千米，而水域面積為0.30平方千米。當地共有人口1457人，而人口密度為每平方千米55人。